# HD 28475
HD 28475，又名BD+10 583，SAO 93968、HR 1420，是一颗恒星，视星等为6.79，位于銀經185.13，銀緯-25.09，其B1900.0坐标为赤經4h 24m 12.9s，赤緯+10° -25.09′ 7″。